# 南斯拉夫王國國歌
南斯拉夫王国国歌（羅馬化：Himna Kraljevine Jugoslavije）于1918年12月由该王国主要三个历史上的省份的国歌串烧而成：克罗地亚，塞尔维亚和斯洛文尼亚。当时官方当局认为克罗地亚人，塞尔维亚人和斯洛文尼亚人是同属于一个国家的三个民族。官方语言因此被称为塞尔维亚-克罗亚语-斯洛文尼亚语。

## 歷史
尽管没有一部关于国歌的法律，但是所有三个南斯拉夫民族的国歌都统一成了这个王国的一首歌。 它从塞尔维亚国歌“正义的上帝”中的一些措词开始，接着是克罗地亚国歌“我们美丽的家园”的几行字句，然后是几行斯洛文尼亚当时使用的国歌“前进，荣耀的旗帜”，最后是塞尔维亚国歌的结尾部分结束。
它在1919年至1941年间正式使用。没有官方文件宣称它是无效的或有效的。四月投降后，南斯拉夫王国的宪法失效。

## 歌词
正式文本
Bože pravde, Ti što spase

Od propasti do sad nas,

Čuj i od sad naše glase,

I od sad nam budi spas!

Lijepa naša domovino,

Oj junačka zemljo mila,

Stare slave djedovino,

Da bi vazda sretna bila!

Naprej zastava slave,

Na boj junaška kri!

Za blagor očetnjave

Naj puška govori!

Naprej zastava slave,

Na boj junaška kri!

Za blagor očetnjave

Naj puška govori!

Bože spasi, Bože hrani

Našeg Kralja i naš rod!

Kralja Petra, Bože hrani,

Moli ti se sav naš rod.
歌词中文版本
正义之神，你救了我们

从诅咒直到今天;

从今天听到我们的声音，

从现在开始我们得救。

我们美丽的家园，

亲爱的国家光荣无畏，

我们父亲的昔日荣耀，

愿你永远幸福！

前进，荣耀的旗帜，

为了英雄的血战。

为了祖国的福祉，

让步枪说话。

前进，荣耀的旗帜，

为了英雄的血战。

为了祖国的福祉，

让步枪说话。

上帝保佑，上帝保佑，

我们的国王和我们的人民！

彼得国王，上帝保佑，

向你祈祷是我们的全部！
英语版本
God of justice, You have saved us

from damnation till this day;

Hear our voices from this day,

And from now be our salvation.

Our beautiful homeland,

Dear country glorious and fearless,

Our fathers' old glory,

May you be blessed forever!

Forward, the flags of glory,

To the fight blood of heroes.

For well being of the Fatherland,

Let the rifles speak.

Forward, the flags of glory,

To the fight blood of heroes.

For well being of the Fatherland,

Let the rifles speak.

God save, God protect,

Our King and our people!

King Peter, God protect,

Praying to You is all our kind!

## 备注
1. ↑  约尔杰维奇-《正义的上帝》，米哈诺维奇-《我们美丽的祖国》，延科-《前进，荣耀的旗帜》
2. ↑  达沃林·延科是《正义的上帝》和《前进，荣耀的旗帜》曲作者，约西普·伦亚宁是《我们美丽的祖国》的曲作者
3. ↑  在亚历山大一世统治期间，最后一节的第三行更改为“亚历山大国王，上帝保佑”(Kralja Alexander, Bože hrani)。